# (200072) 2132 T-2
(200072) 2132 T-2 es un asteroide perteneciente al cinturón de asteroides, descubierto el 29 de septiembre de 1973 por Cornelis Johannes van Houten en conjunto a su esposa también astrónoma Ingrid van Houten-Groeneveld y el astrónomo Tom Gehrels desde el Observatorio del Monte Palomar, Estados Unidos.

## Designación y nombre
Designado provisionalmente como 2132 T-2.

## Características orbitales
2132 T-2 está situado a una distancia media del Sol de 2,923 ua, pudiendo alejarse hasta 3,056 ua y acercarse hasta 2,789 ua. Su excentricidad es 0,045 y la inclinación orbital 11,75 grados. Emplea 1825,53 días en completar una órbita alrededor del Sol.

## Características físicas
La magnitud absoluta de 2132 T-2 es 15,3. Tiene 5,707 km de diámetro y su albedo se estima en 0,045.